# یوروپکار
یوروپکار (انگلیسی: Europcar) شرکت اجاره خودرو فرانسوی است، که در سال ۱۹۴۹ تأسیس شد.